# Feistritz bei Knittelfeld
Feistritz bei Knittelfeld là một đô thị thuộc huyện Knittelfeld trong bang Steiermark, nước Áo. Đô thị Feistritz bei Knittelfeld có diện tích 9,93 km², dân số cuối năm 2005 là 647 người.